# 1958년 아시안 게임 테니스
제3회 아시안 게임 테니스 경기는 1958년 5월 25일에서 30일까지 일본 도쿄에서 진행되었다. 세부 종목은 남녀 단식, 남녀 복식, 혼합 복식 등 모두 다섯 종목이었다.

## 같이 보기
- 아시안 게임 테니스